# Aprostocetus beatus
Aprostocetus beatus is een vliesvleugelig insect uit de familie Eulophidae. De wetenschappelijke naam is voor het eerst geldig gepubliceerd in 1906 door Perkins.